# Даніель Бальярт
Даніель Бальярт (ісп. Daniel Ballart, 17 березня 1973) — іспанський ватерполіст.
Олімпійський чемпіон 1996 року, срібний медаліст 1992 року, учасник Олімпійських Ігор 2000, 2004 років. Чемпіон світу 1998, 2001 років.